# Cantina sociale Gotto d'oro
La Cantina sociale Gotto d'oro è un'azienda italiana operativa nel settore vitivinicolo con sede principale a Marino, nell'area dei Castelli Romani.
La Gotto d'oro, fondata nel 1945, è oggi tra i venti gruppi del settore più importanti d'Italia. Controlla il 95% delle quote di mercato di Marino DOC, il 20% del Castelli Romani DOC, il 15% del Frascati DOC ed il 15% del Lazio IGT. Conta 150 soci e 1 000 ettari iscritti, tratta ogni anno oltre 70 000 quintali di uva e produce in media 5 100 000 di bottiglie l'anno.

## Storia

### Le premesse

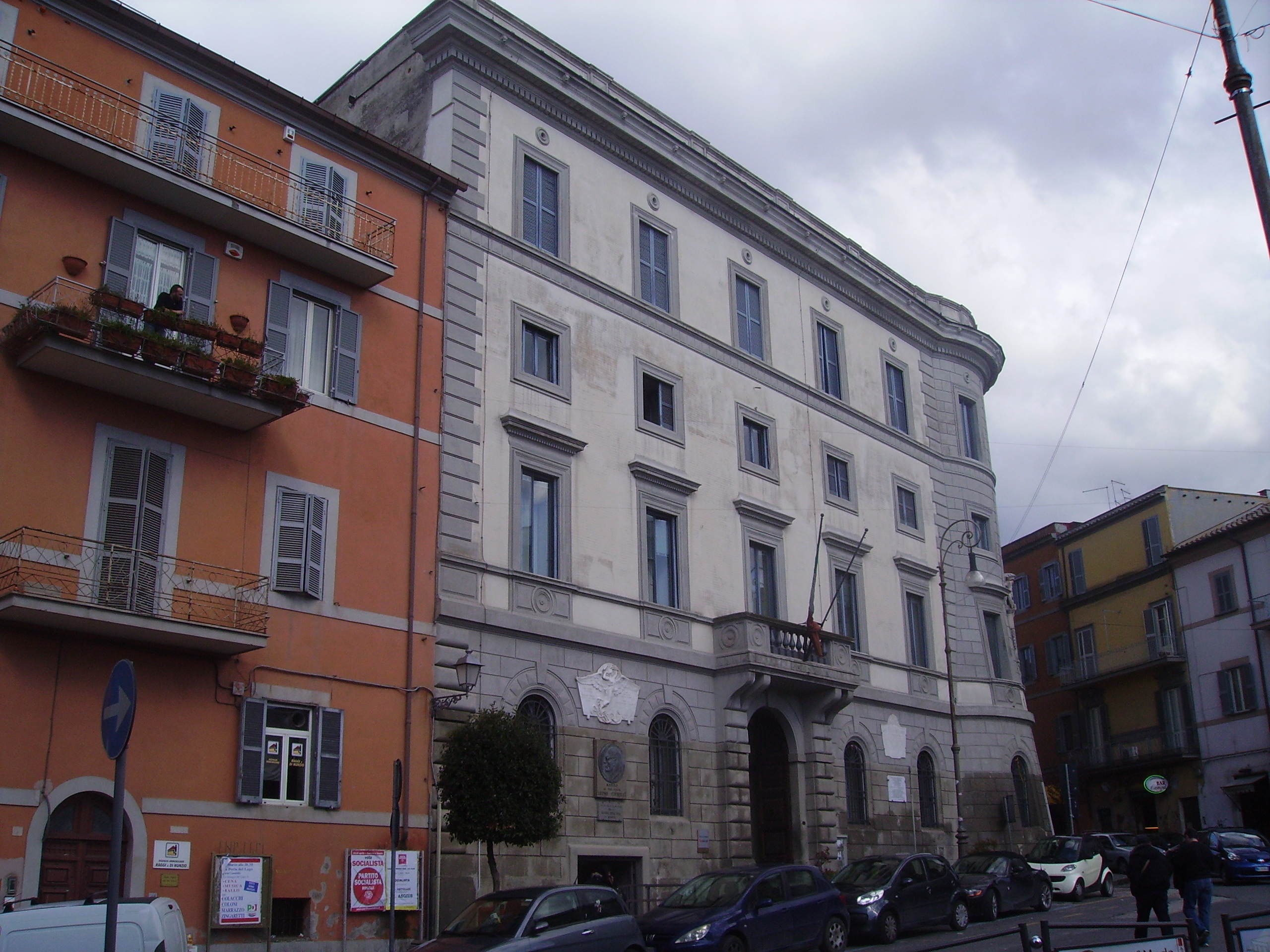
Palazzo Matteotti, ex-sede comunale, dove il 10 luglio 1945 venne fondata la cantina sociale.

La più antica testimonianza della viticoltura sui Colli Albani risale al VII secolo a.C., tuttavia gli archeologi ritengono possibile che la cultura della vinificazione fosse stata introdotta dalla Grecia, assieme all'olio, già nell'VIII secolo a.C., come farebbero supporre anfore vinarie e vasi di ceramica. Era comunque una bevanda aristocratica, ed i mezzi di coltivazione erano assai deboli: il primo aratro di cui abbiamo memoria, raffigurato nella situla della Certosa di Bologna, era sufficiente solo a fare solchi e non a rivoltare la terra.
Uno dei primi estimatori del vino di Marino di cui si abbia notizia fu l'imperatore Carlo V d'Asburgo, che ebbe modo di esprimere il suo apprezzamento per il vino marinese durante la sua visita a Roma del 1536 (una figlia di Carlo V aveva infatti sposato Ascanio I Colonna, l'allora signore di Marino: peraltro si ritiene che costui avviò un grandioso intervento urbanistico nel centro di Marino, culminato con la costruzione di palazzo Colonna, proprio per accogliere l'imperatore suocero in visita nell'Urbe).
I vitigni diffusi sul territorio, ed autorizzati a produrre l'attuale vino a denominazione di origine controllata dalla disciplinare del 1970, sono la malvasia del Lazio e la malvasia Bianca di Candia. Quest'ultima sarebbe stata importata, secondo la leggenda, dopo la battaglia di Lepanto (7 ottobre 1571), a cui avrebbe partecipato un drappello di marinesi al seguito del signore di Marino Marcantonio Colonna, nominato ammiraglio del contingente pontificio da papa Pio V. La vittoria della Lega Santa contro la flotta ottomana fu attribuita dal Papa alla Madonna del Rosario, proclamata patrona dello Stato Pontificio e festeggiata nell'anniversario della battaglia. Nel solco di queste ricorrenze sacre e profane, nel 1925 per opera del poeta romano (di origini marinesi) Leone Ciprelli iniziò a celebrarsi la Sagra dell'uva, uno dei primissimi eventi del genere in Italia.

### Gli esordi
Fin dalla prima commercializzazione in scala industriale dei vini della Cantina Sociale, nel 1947, sui fiaschi compariva il logo del tradizionale carretto a vino dell'Agro Romano, ancor oggi riprodotto sull'etichetta delle bottiglie. L'unica informazione nota al riguardo, riportata nel volume celebrativo per i cinquant'anni della società curato da Ugo Onorati (1995), riguarda il concorso indetto per il bozzetto del logo, in cui tra ventitré partecipanti vinse la ditta Belvin di Milano. Il debutto del logo pare sia stato tra gli sponsor (diremmo oggi) durante la tournée di spettacoli di varietà di Michele Galdieri, all'inizio del 1948.
Per quanto riguarda il nome con cui venne commercializzato il vino confezionato, era originariamente "Goccia d'Oro". Con lo scemare delle vendite di vino sfuso, fenomeno degli anni Cinquanta, la riconoscibilità della confezione divenne sempre più importante. Infatti era emersa una pericolosa omonimia, con la ditta Mirabella di Marsala, in provincia di Trapani, che pure commercializzava i propri vini con il nome "Goccia d'Oro". La questione del conflitto dei nomi era stata presentata al Ministero dell'industria e del commercio nel 1948, che aveva richiesto ulteriori spiegazioni alla Cantina Sociale di Marino, la quale aveva trascurato di rispondere: i nodi vennero al pettine nel 1953, quando il consiglio d'amministrazione tornò ad occuparsi della questione. La controversia si trascinò fino al 1964, quando i soci, per dirimere la causa giudiziaria, pensarono di apportare una lieve modifica alla denominazione ed al logo, che da "Goccia d'Oro" divenne "Gotto d'Oro".
Il gotto, dice Salvatore Battaglia nel suo monumentale dizionario della lingua italiana, è un "grosso bicchiere di vetro, per lo più con manico", sinonimo di boccale o semplicemente di bicchiere. Deriva dal latino guttus, il cui etimo a sua volta verrebbe, secondo l'erudito e grammatico di tarda età repubblicana Marco Terenzio Varrone, da gutta, "goccia"; ma più probabilmente deriva da guttur, "gola". Può anche indicare, per metonimia, il contenuto del gotto stesso (esiste l'espressione "bere un gotto"), oppure per estensione un "grosso vaso di legno o di metallo dove, nelle imbarcazioni, si versava l'acqua di sentina raccolta con la gottazza"; a Venezia, infine, era un'unità di misura della capacità pari a 0,19 litri.
Nonostante i timori dei soci che il cambiamento di denominazione potesse ledere gli affari della Cantina, ciò non avvenne. Nel 1986 il nome "Gotto d'Oro" venne introdotto nella ragione sociale, che fu cambiata dall'originario "Cantina Sociale Cooperativa di Marino S.c.r.l." all'attuale Gotto d'Oro Società Cooperativa.
La società cooperativa Cantina Sociale Cooperativa di Marino s.r.l. (ragione sociale originaria dell'azienda, mantenuta fino al 1986) venne fondata il 10 luglio 1945 a Marino, ad opera di quarantuno soci, proprietari terrieri ed in gran parte esponenti dell'antifascismo marinese. Il capitale sociale ammontava a 41 000 lire; la durata della società fissata in trent'anni. La sede sociale era la residenza municipale di Marino, all'epoca ritornata a palazzo Matteotti dopo il bombardamento di palazzo Colonna del 2 febbraio 1944.
La seconda guerra mondiale era appena finita in Europa, e si avviava a finire in Asia. La spinta a mettere in piedi una cantina sociale cooperativa fu data dall'allora sindaco di Marino pro tempore Zaccaria Negroni, Servo di Dio, membro ed anima del locale Comitato di Liberazione Nazionale e poi senatore democristiano.
Il primo consiglio d'amministrazione della società si tenne, appunto nella sede comunale, il 19 settembre 1945. Fu deliberato di dare incarico al primo presidente della cantina, Achille Trinca, di trattare con Domenico Casella, segretario di stato del Ministero dell'agricoltura e delle foreste e liquidatore delle istituzioni fasciste dell'Ente Economico della Viticoltura e dell'ENADISTIL (ente nazionale per la distillazione delle materie vinose), l'affitto e l'acquisto dell'enopolio-distilleria di Ciampino.
Questa struttura di 12 000 metri2 venne inaugurata da Benito Mussolini il 10 dicembre 1939, diciannove mesi dopo la posa della prima pietra tenutasi sempre al cospetto del Duce l'11 maggio 1938. Uno dei promotori dell'impianto fu Luigi Capri Cruciani, grande proprietario terriero marinese, primo sindaco di area popolare a Marino e poi deputato alla Camera dei deputati ed alla Camera dei Fasci e delle Corporazioni. Capri Cruciani aveva infatti la presidenza dell'ENADISTIL, creato nel 1937. Non fu un caso dunque che per la collocazione dell'impianto venne scelta l'allora frazione marinese di Ciampino (diventato comune autonomo nel 1974).
Lo stabilimento, benché danneggiato dai frequenti bombardamenti anglo-americani motivati dal vicino aeroporto di Roma-Ciampino, fu preso in affitto dalla Cantina Sociale per 225 000 lire, più 500 000 lire di deposito cauzionale in titoli di Stato a garanzia degli impianti e dei macchinari. Il 6 ottobre 1945 la cantina entrò in possesso dell'enopolio e della distilleria. Venne riattivato anche l'oleificio annesso all'impianto. I soci dovettero accendere un mutuo di 85 milioni di lire con il Credito Agrario di Miglioramento per il ripristino del complesso industriale in vista della vendemmia 1946: la capacità di trattamento dello stabilimento di Ciampino fu portata da 24 000 a 120 000 quintali di uva. Il 15 gennaio di quell'anno il consiglio di amministrazione poté riunirsi per la prima volta in quella nuova sede sociale. Viste le spese affrontate per la gestione e la migliorìa dell'impianto, il consiglio d'amministrazione votò l'acquisto dell'immobile dall'ente liquidatore proprietario per la somma di 28 milioni di lire, grazie all'intercessione della Lega Nazionale delle Cooperative e del Ministero del lavoro e della previdenza sociale. In cambio lo Stato ebbe il diritto di prelazione sull'acquisto dell'impianto in caso di scioglimento della cooperativa.
Il 17 febbraio 1948 il presidente del Consiglio Alcide de Gasperi si recò in visita allo stabilimento di Ciampino della Cantina Sociale. L'attività incominciava a prendere quota: si passò dai 27 milioni del bilancio di esercizio del 1946 ai 314 milioni del 1947. L'anno commerciale 1952-1953 si chiuse con un risultato di bilancio di 357 milioni ed un risultato lordo di gestione di 239 milioni.
Nel maggio 1947 il presidente della Cantina Sociale, Achille Trinca, aveva viaggiato in alcune città dell'Italia settentrionale alla ricerca di sbocchi commerciali per i vini prodotti dall'azienda. Fu affittato un magazzino a Genova, e sottoscritto un contratto di vendita con la ditta Maselli; a Milano fu contattata la ditta Scoccimarro, che si aggiudicò la vendita in esclusiva di 50 000 fiaschi di vino per la Lombardia, ed in cambio organizzò il padiglione della Cantina Sociale alla Fiera Campionaria di Milano, a cui poi la società continuò a partecipare per molti anni. Per le vendite all'estero, i soci pensarono di affidarsi a ditte del settore, come la COGES, che ottenne il mandato a vendere in Svizzera, in Argentina ed in Brasile: ma quando la ditta chiese l'esclusiva per tutto il mondo, il consiglio d'amministrazione ed il presidente Trinca rifiutarono, in nome del "principio di frazionamento del rischio e delle più elementari regole di marketing" (Onorati-Tonel).

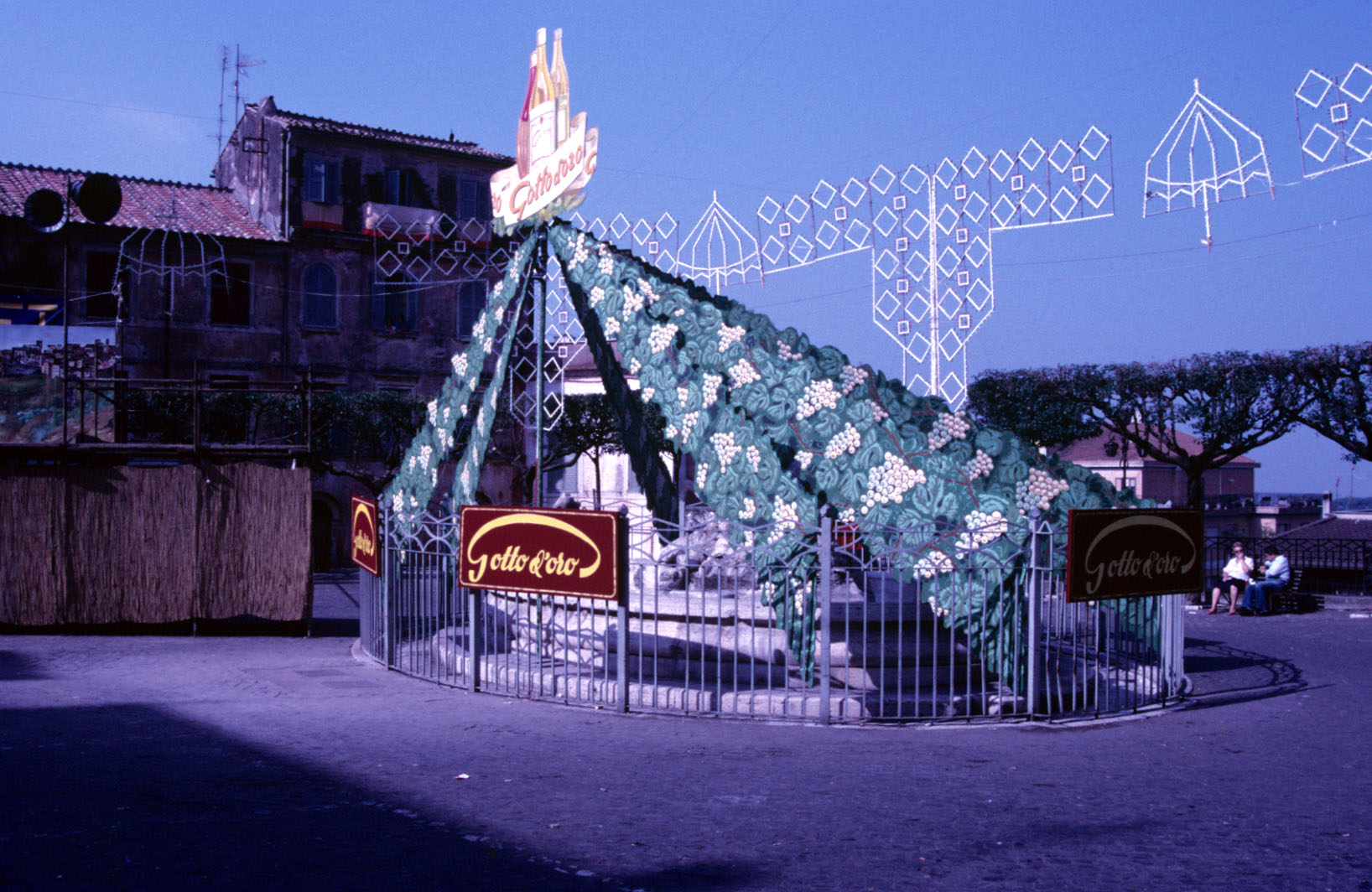
Installazione per la Sagra dell'uva 1986

Tuttavia, per semplicità, i soci dapprima affidarono la rete commerciale alla ditta Cosmopol (1º ottobre 1947), che però si dimostrò inaffidabile e perse l'esclusiva il 25 giugno 1948, anche se i rapporti con questa ditta si trascinarono fino al 1950. Allora la società sottoscrisse contratti per zone (con la ditta Rigatti per la Toscana, con la società ACRI per Roma, con la ditta Del Vescovo Mario & Co. per il Lazio e con la ditta Peter Ardito per il Nord America, oltre a contatti diretti con piccoli venditori belgi), ed infine si rivolse alla ditta Scoccimarro. Questa ditta, che già gestiva le vendite in Lombardia, il 3 marzo 1953 ottenne l'esclusiva di tutto il prodotto confezionato. La Scoccimarro ottenne contratti sempre più favorevoli, e nel 1959 lo smantellamento della piccola rete commerciale gestita in proprio dalla Cantina Sociale. Nonostante le lamentele ed i malumori, la maggioranza dei soci riteneva più vantaggiosa questa soluzione rispetto al mantenimento di "un'impalcatura di agenti, ispettori, depositari" che sarebbe costata svariati milioni. Ma quando, nel 1962, il consiglio di amministrazione valutò che la ditta Scoccimarro era esposta verso la società per 90 milioni di lire, deliberò il mancato rinnovo del nuovo contratto di vendita.
La Cantina Sociale così prese in proprio la gestione delle vendite dal 1º maggio 1962: a quella data, quarantadue agenti di commercio rifornivano 2 795 clienti in Italia e nel resto del mondo.

### L'espansione

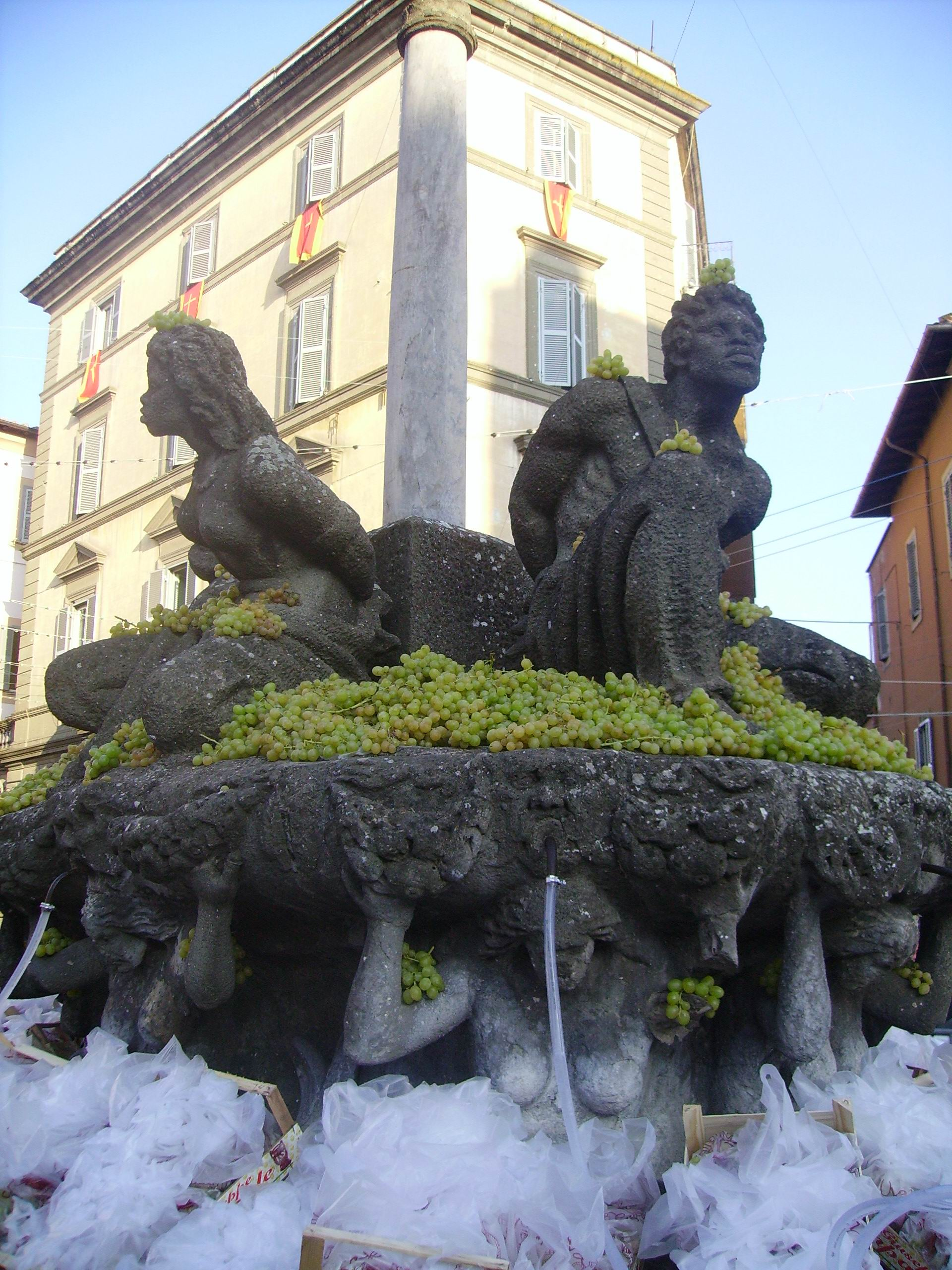
La fontana dei Quattro Mori in piazza Giacomo Matteotti addobbata con l'uva durante il celebre "miracolo delle fontane che danno vino" all'ottantaduesima Sagra dell'uva (2006).

Erano gli anni del cosiddetto "miracolo economico italiano", anni di crescita ma anche di forti tensioni sociali. Il 18 aprile 1964, i lavoratori della Cantina Sociale scesero per la prima volta in sciopero, vedendo accontentata la loro richiesta di venire inquadrati nel contratto delle aziende vinicole ed acetiere, con la maggiorazione dello stipendio di 25 lire l'ora. Il 1964 fu anche l'anno in cui si aprirono le celebrazioni per il ventennale della società (1945-1965). Nell'anno commerciale 1965-1966 i clienti erano diventati 12 000, gli ettolitri venduti 54 000 l'anno, contro i 17 000 del 1961.
Vennero investiti 105 milioni per il rimodernamento dello stabilimento di Ciampino, che tuttavia era diventato troppo piccolo per i ritmi di produzione, e soprattutto era ormai soffocato dal turbolento sviluppo urbanistico della frazione. Fu così che nell'assemblea dei soci del 26 gennaio 1964 fu presa in esame la costruzione di un nuovo stabilimento. Si scelse di abbandonare Ciampino, ormai diventato un centro abitato caotico, e di spostarsi nella frazione di Frattocchie, sempre in comune di Marino, nella località del Divino Amore. Il terreno individuato per la costruzione era di proprietà dell'avvocato Michele Lanza, sito sulla strada provinciale 91/b via del Divino Amore, non lontano dalla ferrovia Roma-Velletri. Il progetto venne presentato dall'autore, ingegnere Romano Bastianello, il 20 agosto 1965: un impianto di 22 350 metri2, della capacità di trattamento di 200 000 quintali di uva per ottenerne 25 000 ettolitri di vino. Il progetto fu approvato nel 1966, i lavori iniziarono prontamente ed il 14 maggio 1967 già si inauguravano i lavori per il secondo lotto: la sede venne inaugurata il 24 novembre 1973, anche se gli ultimi uffici si trasferirono da Ciampino solo nel 1976.
Nel 1963 fu istituita la denominazione di origine controllata, marchio di origine a tutela della qualità dei prodotti agroalimentari italiani. Tramontata la possibilità di raggruppare in un'unica DOC tutti i vini prodotti nei comuni dei Colli Albani, nel 1966 essa fu riconosciuta al Frascati. Immediatamente i produttori marinesi passarono all'offensiva, e nel 1967 la Cantina Sociale, principale produttore di vino del territorio, annunciò la creazione del Consorzio volontario per la tutela della denominazione di origine Marino". Nel 1970 anche il Marino fu riconosciuto DOC. La disciplinare è stata modificata nel 2003 e poi parzialmente nel 2010.
Nel 1969 i clienti della Cantina erano 17 000 e gli ettolitri venduti 75 000. Eppure, la sfavorevole congiuntura economica fece sentire i suoi effetti sull'andamento della cantina. Nel 1973 si dovette chiudere la distilleria, cessando la produzione di grappa, che era arrivata negli anni Settanta a quota 68 000 bottiglie: ma l'alta imposta di fabbricazione sui prodotti di distillazione imposta dal governo e l'invecchiamento dell'impianto di distillazione di Ciampino resero antieconomica la produzione. Anche i margini di guadagno dell'attività della cantina erano diminuiti: nell'anno commerciale 1976-1977, per la prima volta da vari anni, il bilancio non venne pareggiato. Tuttavia, nell'assemblea straordinaria del soci del 20 luglio 1978 fu deliberato il prolungamento della durata della società fino al 1990, data in seguito prorogata nel 1980 fino al 2020. In quell'anno fu realizzato presso l'impianto di via del Divino Amore il nuovo magazzino di 2 300 metri2, della portata di 300 000 cartoni.

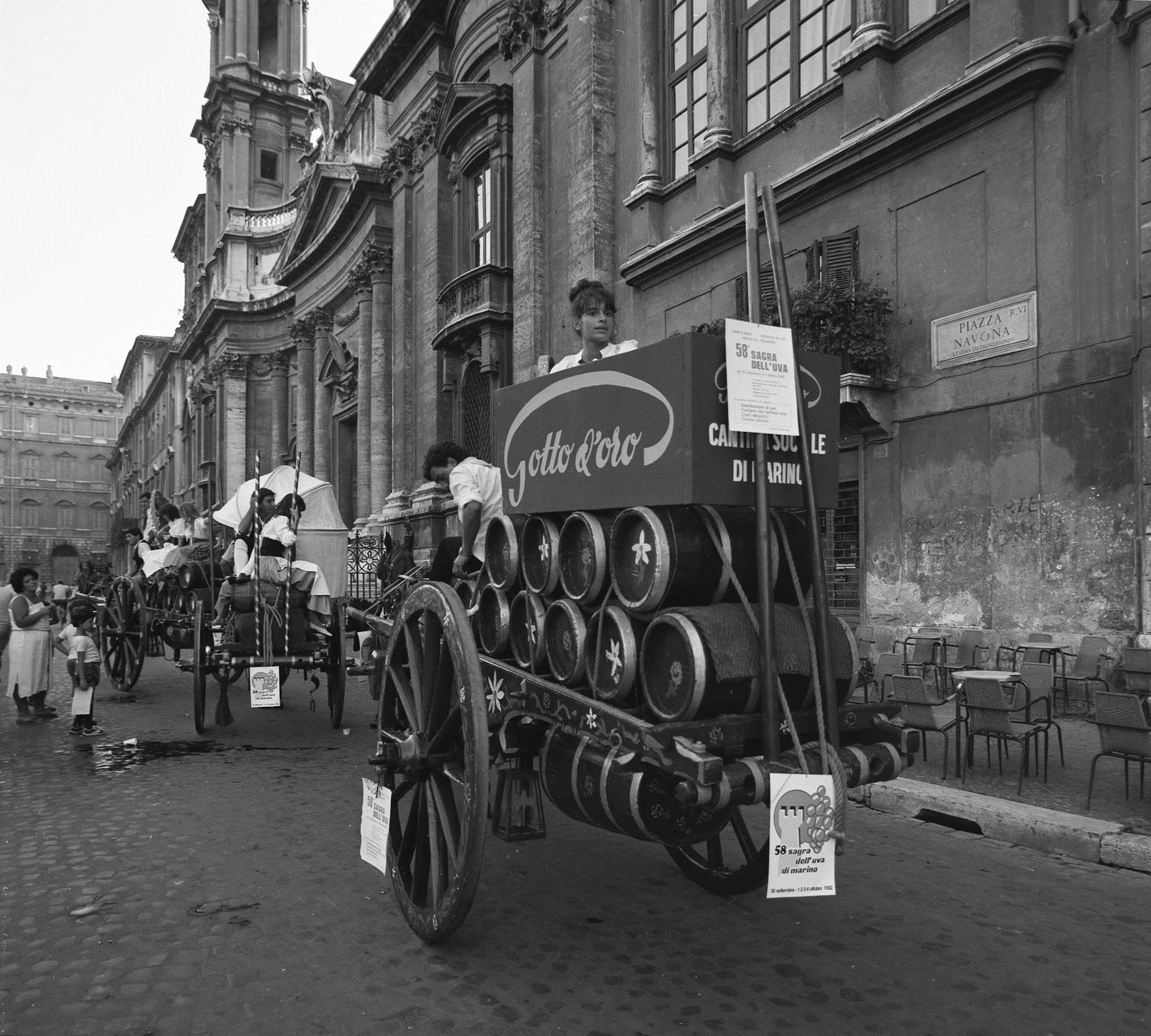
Carretti a vino Gotto d'Oro a piazza Navona Roma 1982

Nel 1980 la capacità di produzione dell'impianto fu aumentata fino a 127 000 ettolitri; tuttavia, il mercato era in contrazione, a causa della diminuzione di domanda e della saturazione dell'offerta. Fu così che il consiglio di amministrazione, rinnovato completamente in quell'anno e presieduto da Luciano Bernabei, dovette cercare una via d'uscita dall'impasse. La prima mossa fu introdurre sul mercato americano una confezione da tre litri simile al gallone americano; e d'altra parte si pensò di conquistare il mercato nazionale riducendo il contenuto delle bottiglie a 0.750 litri, ma aumentando la qualità.
Nel frattempo la Cantina Sociale poté giovare del sostegno economico della Regione Lazio, all'epoca presieduta dal marinese Giulio Santarelli (già sindaco di Marino con il primo esperimento di centrosinistra nel 1961, in seguito deputato e sottosegretario negli ultimi anni del Pentapartito). Poterono così essere ripianate le passività onerose accumulate fino ad allora, che avevano paralizzato la cooperativa e ridotto i dividendi tra i soci. Inoltre l'ERSAL, l'ente regionale per lo sviluppo della Regione, fece anche modo di trovare l'accordo per l'acquisto di un altro centro di vinificazione a Frascati, l'ex-stabilimento della ditta Mennuni andato all'asta giudiziaria, che fu rilevato dalla Cantina Sociale, la quale risparmiò così l'affitto versato ad altri impianti della zona che dovevano essere presi a noleggio in occasione della vendemmia per smaltire tutta la produzione.
Peraltro nel 1980 il Comune di Ciampino (autonomo dal 1974) decretò l'esproprio per ragioni di pubblica utilità dell'enopolio-distilleria-oleificio ormai completamente abbandonato fin dal 1976. La società impugnò l'esproprio di fronte al Tribunale Amministrativo Regionale, e poi di fronte al Consiglio di Stato, che riconobbe illecito l'esproprio. Il Comune di Ciampino così fu così costretto ad indennizzare la Cantina Sociale, e solo allora l'assemblea dei soci del 24 gennaio 1984 autorizzò il presidente Bernabei a trattare la cessione, avvenuta in cambio di 2 542 milioni di lire di indennizzo.
Nonostante le difficoltà attraverso cui si muoveva il mercato, con l'agguerrita concorrenza dei produttori esteri, nel 1986 il fatturato segnò il record di 15 280 milioni di lire, di cui 3 545 provenienti da esportazioni all'estero. E tutto ciò a dispetto che il 1985 fosse stato funestato dallo scandalo del vino al metanolo, che diede un duro colpo al già provato mercato vitivinicolo italiano. La Cantina Sociale però tranquillizzò i clienti inviandogli dichiarazioni di responsabilità e certificati di analisi. Il 1986 fu anche l'anno della modifica della ragione sociale in "Cantina di Marino Gotto d'Oro S.c.a.r.l." e dell'aumento della quota di partecipazione dalle storiche mille lire (quota ferma dal 1945) a diecimila lire. Il capitale sociale fu ulteriormente innalzato nel 1990, con l'elevazione della quota sociale da diecimila a quarantamila lire. Fu anche abbandonato l'anno commerciale (1º ottobre-30 settembre) adottato anch'esso fin dal 1945, in favore dell'anno solare più rispondente alle necessità moderne. In quell'anno furono imbottigliati 21 milioni di litri, e conferiti oltre 29 000 quintali di uva. Il dividendo dei soci fu aumentato da 30 000 lire a 42 000 lire.

### L'affermazione
Nel 1989 il Ministero dell'agricoltura e delle foreste dichiarò la società "cooperativa di interesse nazionale". In quell'anno, le vendite furono incrementate del 10% toccando quota 8 287 506 bottiglie. Nel 1993, le vendite assommarono a 9 219 000 bottiglie e si toccò il record di uva conferita: 136 623 quintali.
Nel 1994 la Cantina Sociale ha partecipato, con altre aziende della zona, alla predisposizione del disciplinare del nuovo DOC Castelli Romani. Nel 1995-1996 la società ha celebrato i cinquant'anni dalla fondazione.
A partire dal 2003, sotto la presidenza dell'Ing. Luigi Caporicci, la Cantina Sociale ha messo in atto un piano di investimenti da tre milioni di euro, sostenuto dalla Regione Lazio, per il rifacimento dell'impianto di depurazione e l'inserimento di un impianto di osmosi. I lavori sono stati presentati al pubblico nel 2011, nell'ambito dei festeggiamenti per il sessantacinquesimo anniversario della fondazione della cooperativa.
Il presidente Luigi Caporicci si è anche espresso a favore del progetto, partorito nel 2011, di creare un vino Roma DOC che riunisca tutte le tipologie di vino bianco a denominazione di origine controllata con base la malvasia, pur osservando che "si produce prima un buon vino e poi si va a chiedere la DOC". Peraltro quella del 2011 si annunciava come una vendemmia straordinaria: il costo di un quintale d'uva, che nel 2010 si aggirava intorno ai 30 euro, poteva lievitare grazie alla bontà del clima che aveva reso l'uva particolarmente zuccherina.
Lo stabilimento è stato dotato di un impianto fotovoltaico da 100 kw ed è stato realizzato un nuovo punto vendita "Salotto del vino", idoneo ad accogliere eventi, convegni e degustazioni di vini. Utilizzando l'impianto di microvinificazione è stata realizzata una linea di vini a marchio "Mitreo" in onore dell'omonimo luogo di culto presente a Marino.
I quattro vini presentano in etichetta i simboli significativi dell'affresco presente nella grotta e rappresentano il Sol, il Taurus (vini bianchi) ed il Korex e il Mithra (vini rossi).
Nel 2005, in occasione della elezione di Papa Benedetto XVI, che si presenta come "umile coltivatore della vigna del Signore", venne registrato il marchio Vinea Domini ed iniziato, in accordo con alcuni soci, l'impianto di vitigni internazionali.

### Organigramma societario

#### Cronotassi dei presidenti
| Presidente                                    | Anno di inizio mandato | Anno di fine mandato |
| --------------------------------------------- | ---------------------- | -------------------- |
| Achille Trinca                                | 1945                   | 1955                 |
| Quirino Bernabei                              | 1955                   | 1961                 |
| Tito Bernabei                                 | 1961                   | 1975                 |
| Pietro del Gallo di Roccagiovane (ad interim) | 1975                   | 1976                 |
| Lamberto Sanguigni                            | 1976                   | 1982                 |
| Luciano Bernabei                              | 1982                   | 2003                 |
| Luigi Caporicci                               | 2003                   | 2023                 |
| Luca del Gallo di Roccagiovine                | 2023                   | in corso             |

## La produzione
La Gotto d'oro produce il 95% del Marino DOC, il 15% del Frascati DOC, il 20% del Colli Albani DOC ed il 15% del Lazio IGT, per una produzione totale di 5 100 000  bottiglie ed un fatturato economico annuo di 12 milioni di euro. 70 000 sono i quintali di uva conferita annualmente all'azienda, provenienti da 150 soci e da 1000 ettari iscritti nei comuni di Marino, Ciampino, Grottaferrata e Frascati.
I prodotti Gotto d'oro arrivano al consumatore al 38% grazie alle catene di supermercati ed ipermercati, al 34% grazie a gruppi d'acquisto, all'11% tramite cash & carry, al 7% dai grossisti e al 5% rispettivamente tramite la vendita al dettaglio e tramite ristoranti e alberghi.